# Махач, Томаш
Томаш Махач (чеш. Tomáš Macháč; род. 13 октября 2000, Бероун, Чехия) — чешский профессиональный теннисист. Олимпийский чемпион 2024 года в миксте; победитель двух турниров ATP (из них один в одиночном разряде).

## Спортивная карьера
Махач выиграл свой первый титул серии «челленджер» в одиночном разряде на Открытом чемпионате Кобленца в феврале 2020 года. В этом же году сыграл свои первые игры в квалификации на турнирах Большого шлема. На Открытом чемпионате Франции 2020 года победил в квалификации всех трёх соперников, не проиграв ни сета, и вышел в основной раунд турнира, где в первом раунде уступил Тейлору Фрицу в пяти сетах.
На Открытом чемпионате Австралии 2021 года, проиграв всего 14 геймов, вновь одержал победу в квалификации и вышел в основной раунд турнира. В первом круге победил Марио Вилеллу Мартинеса, а затем проиграл во втором круге 10-й ракетке мира Маттео Берреттини в четырех сетах.
В марте 2021 года Томаш выиграл свой второй «челленджер» в одиночном разряде на турнире Нур-Султане.
Он представлял Чехию на летних Олимпийских играх 2020 года в Токио. Вышел во второй раунд, победив Жуана Соузу из Португалии.
В марте 2022 года чех дебютировал на турнире серии Мастерс в Индиан-Уэлсе и одержал свою первую победу, переиграв Алексея Попырина, затем проиграл первой ракетке мира Даниилу Медведеву.
В январе 2024 года на Открытом чемпионате Австралии 2024 года Махач дошёл до третьего круга, переиграв Синтаро Мотидзуки и 17-го сеяного Фрэнсиса Тиафо. В третьем раунде проиграл Карену Хачанову. В парном разряде, в свой дебют, он дошел до полуфинала с Чжан Чжичжэнем.
В августе выиграл золотую медаль в миксте на Олимпийских играх в Париже вместе с Катериной Синяковой. До финала чешская пара выиграла три матча в двух сетах, а в решающем матче переиграла пару из Китая Ван Синьюй и Чжан Чжичжэнь со счётом 6-2, 5-7, [10-8].
На Открытом чемпионате США 2024 года во втором круге переиграл в трёх сетах 16-го сеянного Себастьяна Корду. В третьем круге разгромил Давида Гоффена (6-3, 6-1, 6-2) и впервые вышел в 4-й круг на турнире Большого шлема в одиночном разряде. В 4-м раунде Махач в трёх сетах проиграл Джеку Дрейперу (3-6, 1-6, 2-6).
В октябре 2024 года дошёл до полуфинала турнира серии Мастерс в Шанхае, победив в 1/4 финала вторую ракетку мира Карлоса Алькараса в двух сетах. В полуфинале Махач проиграл первой ракетке мира Яннику Синнеру (4-6, 5-7).

## Рейтинг на конец года
| Год  | Одиночный рейтинг | Парный рейтинг |
| 2024 | 25                | 50             |
| 2023 | 78                | —              |
| 2022 | 97                | 1257           |
| 2021 | 143               | 474            |
| 2020 | 195               | 815            |
| 2019 | 357               | 946            |

## Выступления на турнирах

### Финалы турнировATPв одиночном разряде (2)

#### Победа (1)
| Легенда                     |
| --------------------------- |
| Турниры Большого шлема (0)* |
| Итоговый турнир ATP (0)     |
| Олимпиада (0+0+1)           |
| Мастерс (0)                 |
| АТР 500 (1)                 |
| АТР 250 (0+1)               |

| Титулы по покрытиям | Титулы по месту проведения матчей турнира |
| ------------------- | ----------------------------------------- |
| Хард (1+1)*         | Зал (0+1)                                 |
| Грунт (0+0+1)       | Зал (0+1)                                 |
| Трава (0)           | Открытый воздух (1+0+1)                   |
| Ковёр (0)           | Открытый воздух (1+0+1)                   |

* количество побед в одиночном разряде + количество побед в парном разряде + количество побед в миксте.
| №  | Дата         | Турнир             | Покрытие | Соперник в финале          | Счёт       |
| 1. | 2 марта 2025 | Акапулько, Мексика | Хард     | Алехандро Давидович Фокина | 7-6(6) 6-2 |

#### Поражение (1)
| №  | Дата        | Турнир            | Покрытие | Соперник в финале | Счёт    |
| 1. | 25 мая 2024 | Женева, Швейцария | Грунт    | Каспер Рууд       | 5-7 3-6 |

### Финалы турниров ATP в парном разряде (1)

#### Победа (1)
| №  | Дата            | Турнир           | Покрытие   | Партнёр       | Соперники в финале                      | Счёт    |
| 1. | 11 февраля 2024 | Марсель, Франция | Хард (зал) | Чжан Чжичжэнь | Патрик Никлас-Салминен Эмиль Руусувуори | 6-3 6-4 |

### Финалы Олимпийских турниров в смешанном парном разряде (1)

#### Победа (1)
| №  | Год  | Турнир         | Покрытие | Партнёр           | Соперники в финале       | Счёт           |
| 1. | 2024 | Париж, Франция | Грунт    | Катерина Синякова | Ван Синьюй Чжан Чжичжэнь | 6-2 5-7 [10-8] |